# Língua gta'
A língua gtaʼ (também gataʔ, gtaʔ, gata; também conhecida como gta asa, didei ou didayi AFI: [ɖiɖaːj(i)], dire) é uma língua austroasiatica falada pelo povo didayi da Índia. É notável por sua fonologia sesquisilábica e sistema numeral vigesimal.

## Demografia
O idioma gtaʼ é falado por três mil pessoas, principalmente no distrito de Malkangiri, Orissa, bem como nas áreas adjacentes do distrito de Koraput. Segundo Anderson (2008), é falado por menos de 4.500 pessoas.
Ethnologue relata os seguintes locais.
- Odisha (47 aldeias): bloco Kudumulgumma e bloco Chitrakonda do distrito de Koraput e distrito de Malkangiri, ao sul de Bondo Hills; alguns no bloco Khairput
- Distrito de Godavari Oriental, Andra Pradexe